# Daisuke Takagi
Daisuke Takagi (高木 大輔 Takagi Daisuke?), född 14 oktober 1995 i Kanagawa prefektur, är en japansk fotbollsspelare.
Takagi började sin karriär 2013 i Tokyo Verdy. Han spelade 99 ligamatcher för klubben. 2018 flyttade han till Renofa Yamaguchi FC. 2019 flyttade han till Gamba Osaka.